# Погорелово (Весьегонский район)
Погорелово — деревня в Весьегонском муниципальном округе Тверской области.

## География
Деревня находится в северо-восточной части Тверской области на расстоянии приблизительно 14 км на юго-запад по прямой от районного центра города Весьегонск.

## История
Известна с 1540 году как вотчинная деревня Погорелец или Погорелка московского Симонова монастыря. К началу XVII века деревня пришла в запустение и стала развиваться вновь только в середине века, находясь во владении рода Маклаковых. В период с 1745 по 1834 годы Погорелово находилось во владение княжеских родов Ухтомских, Сабанеевых, позже Михаила Пояркова. Дворов 17 (1859 год), 39 (1889), 47 (1931), 42 (1963), 21 (1993), 23 (2008),. До 2019 года входила в состав Ивановского сельского поселения до упразднения последнего.

## Население
Численность населения: 140 человек (1859 год), 192 (1889), 114 (1931), 54 (1993), 57 (русские 98 %) в 2002 году, 56 в 2010.